# Joseph Hurard
Joseph Hurard (Avignone, 3 aprile 1887 – Martigues, 18 febbraio 1956) è stato un pittore francese.
Fece parte del Gruppo dei Tredici.

## Biografia
Nato in una modesta famiglia borghese di Avignone, Hurard venne avviato al mestiere di pittore frequentando la Scuola di Belle Arti della città, e divenendo quindi allievo di Pierre Grivolas e di Jules Flour.

Dovette poi lavorare in una coloreria e il fatto di vendere tele e colori a molti artisti del luogo gli permise di fare molte conoscenze fra i pittori provenzali, al punto che, dopo un certo tempo, egli si ritrovò ogni domenica a dipingere assieme a loro.
Molti notarono allora il suo talento e decisero di accoglierlo nel Gruppo dei Tredici, dove divenne il beniamino di tutti e dove strinse amicizia con alcuni di essi, come Joseph Meissonnier.
Partecipò quindi ad una prima mostra nel dicembre del 1912 riscuotendo un buon successo di critica. A questa prima esperienza seguì un anno dopo una seconda esposizione, nel dicembre del 1913, che però fu anche l'ultima del Gruppo.
Nell'ambiente artistico avignonese Hurard conobbe artisti già affermati, come Lina Bill e Auguste Chabaud e si fece rapidamente apprezzare come uno dei pittori più dotati della sua generazione, anche per la sconcertante facilità con cui lavorava. Purtroppo egli non andò mai a studiare a Parigi, presso la Scuola di Belle Arti della capitale. Se così fosse stato Hurard sarebbe certamente divenuto uno dei maggiori artisti del suo tempo.. 
Joseph Hurard morì nel 1956 nella sua amata Martigues. Aveva 69 anni.

## Opere principali
Pitture a olio
- Charrette sur le chemin - (Carretta sul sentiero)
- Martigues, sortie du port - (Martigues, uscita del porto)
- La Tour Philippe Le Bel à Avignon, 1918 - (La torre Filippo il Bello a Avignone)
- Les Remparts d'Avignon -  (Le mura di Avignone)
- Venise - (Venezia)
- Port de Méditerranée - (Porto del Mediterraneo)
- Marseille, entrée du Vieux-Port - (Marsiglia, ingresso del Porto Vecchio)
- Soleil levant aux Martigues - (Il levar del Sole a Martigues)
- Visite au grand-père, Museo di Martigues - (La visita al nonno)
- Vue des Martigues à la tombée de la nuit -  (Vista di Martigues al calar della notte)

Acquarelli
- La halle en Avignon - (Il mercato coperto ad Avignone)
- Le Vieux Port de Marseille - (Il Porto Vecchio di Marsiglia)
- Berger et son troupeau - (Il pastore e il suo gregge)
- La rue des Teinturiers - (La strada dei tintori)
- Portrait de femme - (Ritratto di donna)
- L'Oratoire à Avignon - (L'oratorio a Avignone)
- Le Marché aux fleurs à Villeneuve-lès-Avignon - (Il mercato dei fiori a Villeneuve-lès-Avignon)

## Mostre
- Esposizione alla Société Nationale des Beaux-Arts, Paris
- Esposizione al Salon des Indépendants, Parigi
- Retrospettiva a Martigues nel 1956

## Musei
- Museo Ziem, Martigues.